# 33230 Libbyrobertson
33230 Libbyrobertson este o planetă minoră (asteroid) din centura de asteroizi. A fost descoperită pe 25 martie 1998 la Experimental Test Site⁠(d) de Lincoln Near-Earth Asteroid Research. 
Obiectul prezintă o orbită caracterizată de o semiaxă mare de 2,7793073 UAi, o excentricitate de 0,05, o înclinație de 5,30934 ° în raport cu ecliptica.